# 魏斯万帕赫
魏斯万帕赫（德语、法语：Weiswampach）是卢森堡北部的一个市镇和小镇，属于克莱沃县。 

## 地理
魏斯万帕赫市镇位于北卢森堡的阿登地区。土地以田野、果园和树林为特色。尽管该地部分位于岩石高原上，但也有肥沃的耕地和牧场。

## 旅游
穿过魏斯万帕赫的主道与比利时、荷兰和德国西北部相连，地理位置优越，使得交通繁忙，故该地建有许多加油站、酒店和餐馆。魏斯万帕赫还有一个休闲和度假中心，占地65公顷，在自然环境中有两个人工湖和276个露营地，这极大地促进了旅游业。